# Perdita tessellata
Perdita tessellata is een vliesvleugelig insect uit de familie Andrenidae. De wetenschappelijke naam van de soort is voor het eerst geldig gepubliceerd in 1964 door Timberlake.